# 17 op
17 op er en dansk film fra 1989. Den er også kendt under navnet Sallys Bizniz.
- Manuskript Dorthea Birkedal Andersen.
- Instruktion Brita Wielopolska.

Blandt de medvirkende kan nævnes:
- Søren Hee Johansen
- Birgitte Bruun
- Torben Jensen
- Flemming "Bamse" Jørgensen
- Ulla Henningsen
- Ole Meyer
- Jarl Forsman
- Jørn Faurschou
- Lilli Holmer
- Jan Linnebjerg
- Line Kruse
- Timm Mehrens